# العلاقات البرازيلية الغامبية
العلاقات البرازيلية الغامبية هي العلاقات الثنائية التي تجمع بين البرازيل وغامبيا.

## مقارنة بين البلدين
هذه مقارنة عامة ومرجعية للدولتين:
| وجه المقارنة                                              | البرازيل | غامبيا       |
| --------------------------------------------------------- | --- | ------------ |
| المساحة (كم2)                                             | 8.52 مليون | 11.30 ألف    |
| عدد السكان (نسمة)                                         | 202.66 مليون | 2.10 مليون   |
| الكثافة السكانية (ن./كم²)                                 | 23.79 | 185.84       |
| العاصمة                                                   | برازيليا، ريو دي جانيرو | بانجول       |
| اللغة الرسمية                                             | برتغالية برازيلية، Brazilian Sign Language ‏ | لغة إنجليزية |
| العملة                                                    | ريال برازيلي، كروزيرو ريال برازيلي ‏، كروزيرو البرازيلية (1990–1993)، البرازيلي كروزادو نوفو، كروزادو برازيلي، cruzeiro ‏، كروزيرو البرازيلية (1942–1967)، الريال البرازيلي (قديم) | دالاسي غامبي |
| الناتج المحلي الإجمالي (بليون دولار)                      | 2.06 تريليون | 1.01 مليار   |
| الناتج المحلي الإجمالي (تعادل القوة الشرائية) بليون دولار | 3.22 تريليون | 3.34 مليار   |
| الناتج المحلي الإجمالي الاسمي للفرد دولار أمريكي          | 8.54 ألف | 471          |
| الناتج المحلي الإجمالي للفرد دولار أمريكي                 | 15.89 ألف |              |
| مؤشر التنمية البشرية                                      | 0.754 | 0.441        |
| رمز المكالمات الدولي                                      | +55 | +220         |
| رمز الإنترنت                                              | .br | .gm          |
| المنطقة الزمنية                                           | | 00           |

## منظمات دولية مشتركة
يشترك البلدان في عضوية مجموعة من المنظمات الدولية، منها:
| علم المنظمة | اسم المنظمة                        | تاريخ انضمام البرازيل | تاريخ انضمام غامبيا |
| ----------- | ---------------------------------- | --------------------- | ------------------- |
|             | مؤسسة التنمية الدولية              | 15 مارس 1963          | 18 أكتوبر 1967      |
|             | البنك الإفريقي للتنمية             | ?                     | ?                   |
|             | يونسكو                             | 4 نوفمبر 1946         | 1 أغسطس 1973        |
|             | مؤسسة التمويل الدولية              | 31 ديسمبر 1956        | 19 سبتمبر 1983      |
|             | منظمة حظر الأسلحة الكيميائية       | ?                     | ?                   |
|             | الأمم المتحدة                      | 24 أكتوبر 1945        | 21 سبتمبر 1965      |
|             | الاتحاد الدولي للاتصالات           | 4 يوليو 1877          | 27 مايو 1974        |
|             | منظمة الشرطة الجنائية الدولية      | ?                     | ?                   |
|             | البنك الدولي للإنشاء والتعمير      | 14 يناير 1946         | 18 أكتوبر 1967      |
|             | الاتحاد البريدي العالمي            | ?                     | ?                   |
|             | وكالة ضمان الاستثمار متعدد الأطراف | 7 يناير 1993          | 11 سبتمبر 1992      |
|             | منظمة التجارة العالمية             | ?                     | ?                   |

## وصلات خارجية
- موقع وزارة الخارجية البرازيلية
- موقع وزارة الخارجية الغامبية